# ۲۱ بهمن
۲۱ بهمن سیصد و بیست و هفتمین روز سال در گاه‌شماری خورشیدی است. به پایان سال ۳۸ روز (۳۹ روز در سال کبیسه) باقی‌است.

## رویدادها
- ۱۳۱۵ - انتخاب محمود بدر به‌عنوان سرپرست وزارت دارایی به فرمان محمود جم
- ۱۳۶۱ - پایان عملیات والفجر مقدماتی
- ۱۳۸۲ - حادثه ۲۱ بهمن ۱۳۸۲ فروند فوکر ۵۰ هواپیمایی کیش
- ۱۳۸۳ - برف و بوران ۱۳۸۳ گیلان

## زادروزها
- ۱۲۹۶ - حسین فاطمی، سیاستمدار
- ۱۳۰۶ - منوچهر خسروداد، نظامی
- ۱۳۱۱ - فرامرز پایور، موسیقی‌دان

## درگذشت‌ها
- ۱۳۸۹ - عزالدین حسینی، از اعضای جمعیت احیای کردستان
- ۱۳۹۰ - پرویز رجبی، ایران‌شناس و تاریخ‌نگار
- ۱۳۹۷ - فروغ تاج‌بخش، از مادران خاوران
- ۱۴۰۱ - سید محمد هاشمی، بنیان‌گذار حقوق عمومی در ایران